# 鹿島旭駅

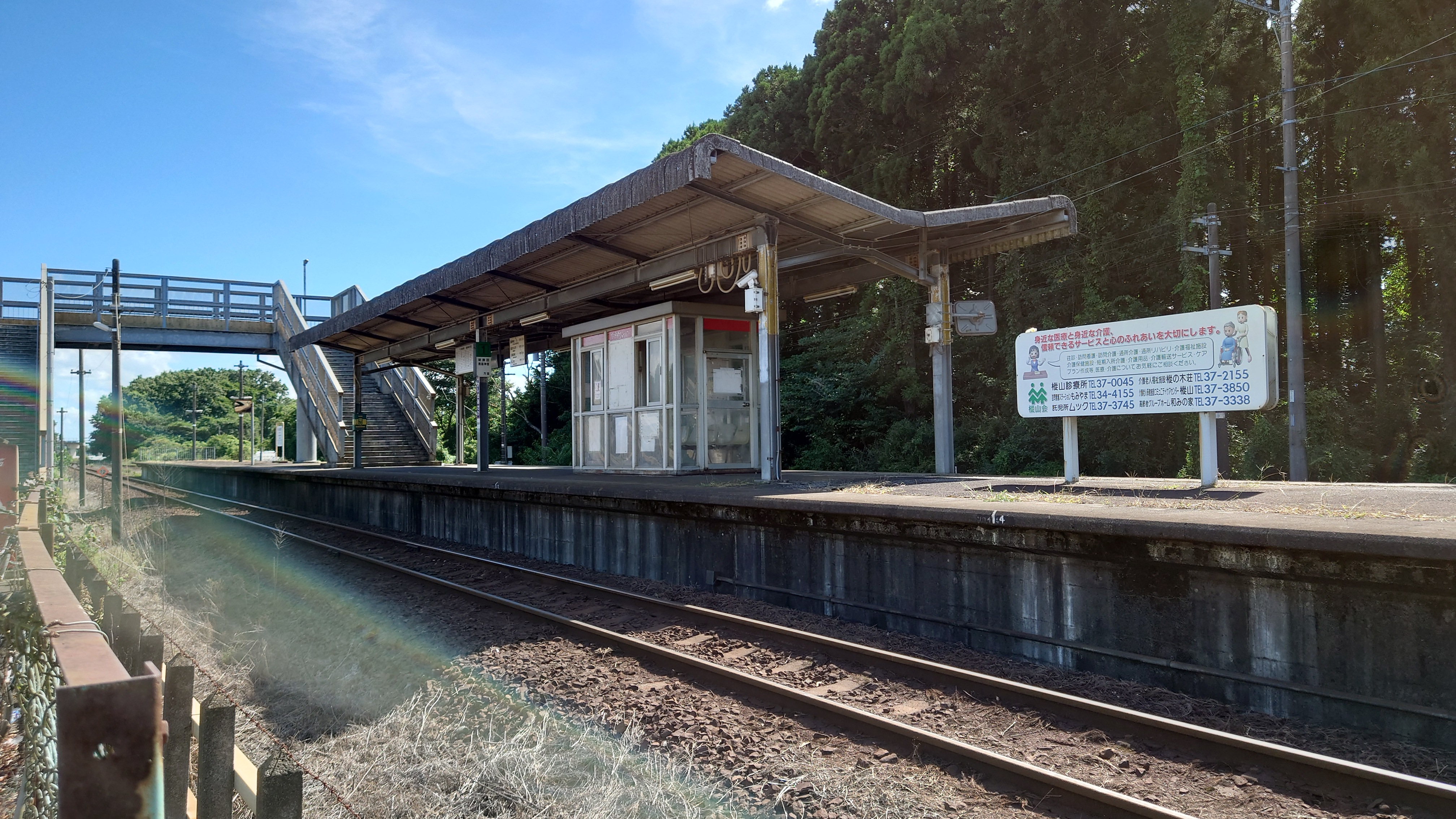
発着ホーム（2022年8月）

鹿島旭駅（かしまあさひえき）は、茨城県鉾田市造谷にある鹿島臨海鉄道大洗鹿島線の駅である。

## 歴史
駅名は開業当時の村名、鹿島郡旭村による。
- 1985年（昭和60年）3月14日 - 大洗鹿島線開通と同時に開業[1]。

## 駅構造
島式ホーム1面2線を有する地上駅。無人駅である。

### のりば
| 番線 | 路線        | 方向 | 行先                 |
| ---- | ----------- | ---- | -------------------- |
| 1    | ■大洗鹿島線 | 下り | 新鉾田・鹿島神宮方面 |
| 2    | ■大洗鹿島線 | 上り | 大洗・水戸方面       |

### 当駅における運行形態
- 上り（涸沼・大洗・水戸方面）
  - 日中は概ね1-2時間に1本の普通列車（水戸行）が停車する[2]。
- 下り（新鉾田・大洋・鹿島神宮方面）
  - 日中は概ね1-2時間に1本の普通列車（鹿島神宮行）が停車する。朝と夕方には新鉾田行の列車も設定されている[2]。

## 利用状況
| 1日乗降人員推移 | 1日乗降人員推移 |
| 年度            | 1日平均人数     |
| --------------- | --------------- |
| 2011年          | 315             |
| 2012年          | 364             |
| 2013年          | 361             |
| 2014年          | 361             |
| 2015年          | 344             |

## 駅周辺
- 鉾田市役所旭総合支所
- 水戸信用金庫旭支店
- 筑波銀行造谷支店（旧：茨城銀行店）
- 茨城県道114号下太田鉾田線
- 茨城県道115号子生茨城線
- 鉾田警察署造谷駐在所
- 鉾田市立旭中学校
- 鉾田市立旭西小学校
- 厳島神社（子生弁天） - 駅から約4km[4]。

## 隣の駅
鹿島臨海鉄道
■大洗鹿島線
涸沼駅 - 鹿島旭駅 - 徳宿駅